# Kinoko Nasu
Kinoko Nasu (奈須きのこ Nasu Kinoko?, masculino, 28 de noviembre de 1973) es un autor japonés, más conocido por escribir la novela Kara no Kyoukai y las novelas visuales Tsukihime y Fate/stay night. Conocido por un estilo único de la narración y la prosa, Nasu está entre uno de los novelistas visuales más importantes en Japón. Se graduó de la Universidad de Hosei en el campo de ciencias humanas.
Ha recibido el premio Tokyo Anime Awards en su edición 2018 en la categoría "Mejor guion e historia original" por su trabajo en la serie Fate.

## Biografía
Junto con su compañero de clase y amigo, Takashi Takeuchi, Nasu fundó TYPE-MOON en el año 2000, originalmente como un grupo dōjin para crear la novela visual Tsukihime que pronto ganaría una inmensa popularidad, mucha de la cual se atribuye al estilo único de Nasu en la narración. Tras el éxito de Tsukihime, TYPE-MOON se convirtió en una organización comercial. El 28 de enero de 2004, TYPE-MOON lanzó Fate/stay night, escrito por Nasu, la cual también obtuvo un gran éxito convirtiéndose en una de las novelas visuales más populares en el día de su lanzamiento. Una secuela de Fate/stay night, Fate/hollow ataraxia, fue lanzada el 28 de octubre de 2005. Ambas novelas visuales de Nasu (Tsukihime y Fate/stay night) se han adaptado a populares series de anime y manga. Las influencias de Nasu incluyen a Hideyuki Kikuchi, Yukito Ayatsuji, Soji Shimada, Natsuhiko Kyogoku, Kenji Takemoto, Ken Ishikawa, y Yasuhiro Nightow.

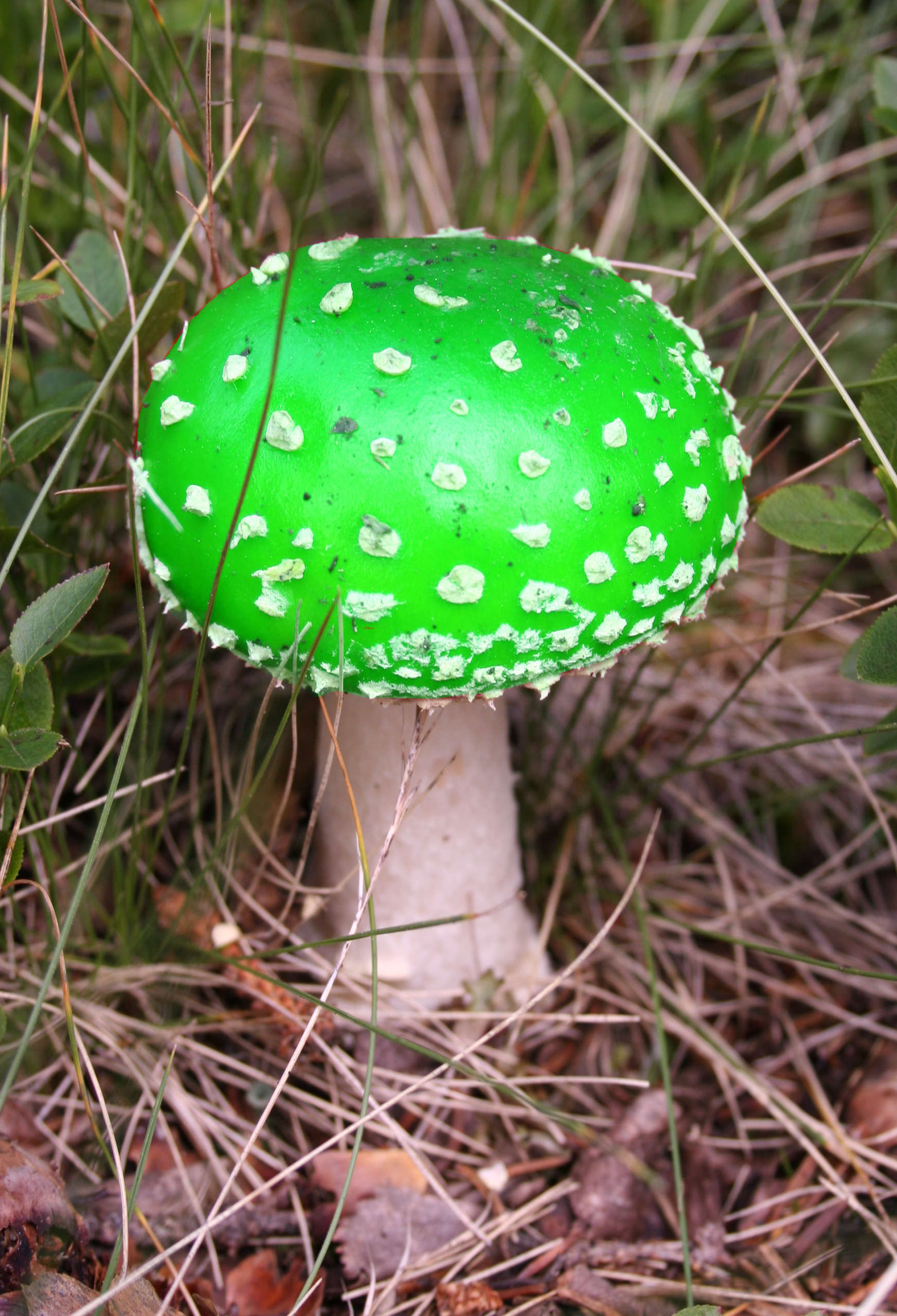
Nasu suele ocultar su rostro al público, eligiendo identificarse con la caricatura de un hongo.

### Novelas
- Kara no Kyōkai, también llamado Jardín de los pecadores, fue lanzado originalmente en 1998 y reimpreso en 2004. Se volvió a publicar en un formato de tres volúmenes con nuevas ilustraciones en el 2007.
- Desconexión del desorden de decoración.[cita requerida]
- Tsuki no Sango (Luna de Coral).
- Mahotsukai no Yoru.
- Notas.
- Kōri no Hana ( 氷 の 花  Flores de Hielo?).[1]

### Novelas visuales
- Tsukihime  - Lanzado en diciembre de 2000.
- Tsukihime PLUS-DISC  - Fan-disc lanzado en enero de 2001
- Kagetsu Tohya  - Secuela  Tsukihime , publicado en agosto del 2001.
- Fate/stay night  - Publicado el 28 de enero de 2004.
- Fate/hollow ataraxía - Secuela de  Fate/stay night , publicado el 28 de octubre de 2005.
- Mahotsukai no Yoru  - Adaptación de la novela, publicado el 12 de abril de 2012.
- Tsukihime - A piece of Blue Glass Moon  - Remake de "Tsukihime", publicado el 26 de agosto de 2021

### Videojuegos
- Melty Blood  (2002)
  -  Melty Blood Re-ACT  (2004)
- 428: Fusa Sareta Shibuya de  - Nasu escribió un escenario especial para el juego, con su compañero de Type-Moon y cofundador Takashi Takeuchi proporcionano los diseños de los personajes. Este escenario fue adaptado a un anime llamado Canaan.[8]

### Anime
- Fate Stay Night (2006)
- Kara no Kyoukai (2007-2009)
- Fate/Zero  (2011)
- Carnival Phantasm  (2011)
- Fate/Zero: Onegai! Einzbern Soudanshitsu  (2012)
- Kara no Kyoukai:Recalled out Summer - Garden of The Sinners:Future Gospel  (2013)
- Fate Stay Night Unlimited Blade Works (2014)
- Fate/Grand Order  (2017)[7]
- Fate/Extra Last Encore  (2018) [cita requerida]
- Fate Stay Night Heavens Feels Trílogia (2019-2021)
- Fate/Grand Carnival  (2021)